# Liste der Nummer-eins-Hits in den Cash Box Charts (1950)
Diese Liste enthält alle Nummer-eins-Hits in den amerikanischen Cash Box Charts im Jahr 1950. Es gab in diesem Jahr elf Nummer-eins-Singles. Die Charts bezogen sich in dieser Zeit auf die Lieder, nicht auf einzelne Musiker. In der Liste sind die Musiker aufgeführt, die das Lied am meisten bekannt machten.
| Singles |
| --- |
| - Andrews Sisters – I Can Dream, Can't I? - 6 Wochen (14. Januar – 17. Februar) - Bing Crosby – Dear Hearts and Gentle People - 1 Woche (18. Februar – 24. Februar) - Red Foley – Chattanoogie Shoe Shine Boy - 4 Wochen (25. Februar – 24. März) - Teresa Brewer – Music! Music! Music! - 4 Wochen (25. März – 21. April) - Anton Karas – Harry Lime Theme - 11 Wochen (22. April – 8. Juli) - Vivienne Segal – Bewitched, Bothered and Bewildered - 4 Wochen (9. Juli – 4. August) - Nat King Cole – Mona Lisa - 4 Wochen (5. August – 2. September) - Gordon Jenkins & the Weavers – Goodnight, Irene - 10 Wochen (3. September – 10. November) - Sammy Kaye – Harbor Lights - 5 Wochen (11. November – 15. Dezember, insgesamt 6 Wochen) - Phil Harris – The Thing - 1 Woche (16. Dezember – 22. Dezember) - Sammy Kaye – Harbor Lights - 1 Woche (23. Dezember – 29. Dezember, insgesamt 6 Wochen) - Patti Page – Tennessee Waltz - 6 Wochen (30. Dezember 1950 – 9. Februar 1951) |